# قلنسوة الزهرة

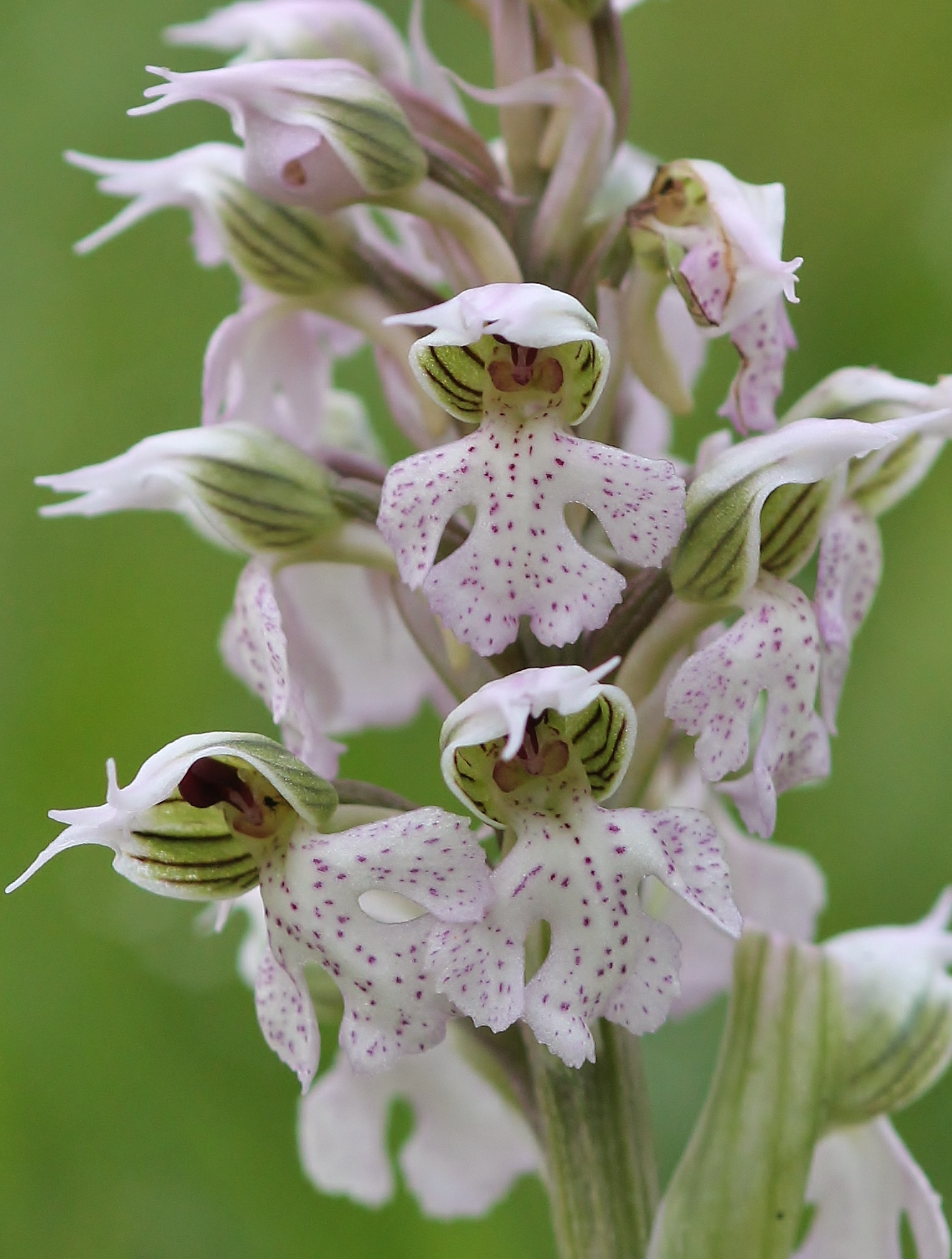
زهرة أُركيد

قلنسوة الزهرة هي جزء متدلٍ من الزهرة على شكل قلنسوة أو خوذة يحمي أجزاء تكاثر النبات من هطول الأمطار أو الرياح أو الحشرات غير المرغوب بها. تتكون القلنسوة من بتلة أو كأس زهرة أو عدة منهم اندمجت أو انطوت معًا. الاسم العلمي مشتق من قلنسوة الجندي الرومي.